# Ebert William Amâncio
Ebert William Amâncio (São Paulo, Brasil, 5 de octubre de 1983), más conocido como Betão, es un futbolista brasileño. Juega de defensa y su equipo actual es el Avaí de Brasil.

## Trayectoria
Betão, que actúa de lateral derecho, empezó su carrera futbolística en las categorías inferiores del Corinthians. El 18 de noviembre de 2001 debuta con la primera plantilla del club en un partido contra el Clube Atlético Mineiro (2-2). Con este equipo gana dos títulos nacionales: una Liga y una Copa de Brasil. También conquista dos títulos regionales (un Torneo Río-São Paulo y un Campeonato Paulista). Fue capitán del equipo en 2007 año en el que Corinthians desciende en la última fecha..
En 2008 se unió al Santos. Debuta con su nuevo club el 16 de enero en el Campeonato Paulista en el partido Santos 0-2 Portuguesa Desportos.
En verano se marcha a Ucrania para fichar por su actual club, el Dinamo de Kiev, equipo que tuvo que realizar un desembolso económico de 1,6 millones de euros para poder hacerse con sus servicios.

## Clubes
| Club                            | País    | Año             |
| ------------------------------- | ------- | --------------- |
| Sport Club Corinthians Paulista | Brasil  | 2001-2007       |
| Santos Futebol Clube            | Brasil  | 2008            |
| FC Dinamo de Kiev               | Ucrania | 2008-2013       |
| Evian Thonon Gaillard FC        | Francia | 2013            |
| Ponte Preta                     | Brasil  | 2013            |
| FC Dinamo de Kiev               | Ucrania | 2015            |
| Evian Thonon Gaillard FC        | Francia | 2015-2016       |
| Avaí FC                         | Brasil  | 2016 - presente |

## Palmarés

### Campeonatos nacionales
| Título                  | Club              | País    | Año  |
| ----------------------- | ----------------- | ------- | ---- |
| Copa de Brasil          | Corinthians       | Brasil  | 2002 |
| Torneo Río-São Paulo    | Corinthians       | Brasil  | 2002 |
| Campeonato Paulista     | Corinthians       | Brasil  | 2003 |
| Brasileirao             | Corinthians       | Brasil  | 2005 |
| Liga Premier de Ucrania | FC Dinamo de Kiev | Ucrania | 2009 |
| Supercopa de Ucrania    | FC Dinamo de Kiev | Ucrania | 2010 |